# 高木美佑
高木美佑（日语：／ Takagi Miyu，1996年9月8日—）是日本的女性聲優，宮城縣出生。81 Produce所屬。

## 人物
在2012年舉辦的avex×81 Produce「Wake Up, Girls! AUDITION」第2回動畫歌曲、主唱甄選中合格。並於2014年1月10日上映的劇場版動畫《Wake Up, Girls! 七位偶像》與電視動畫《Wake Up, Girls!》中飾演主角之一的岡本未夕。
2015年在第9回聲優獎中Wake Up, Girls!的一員獲得特別獎。
特技是古典芭蕾。興趣是電玩遊戲與欣賞音樂。其中最喜歡的作品是太鼓達人，從PS2發行第一作起便是該作品的愛好者。

## 演出作品
※粗體字為主要角色。

### 電視動畫
2014年
- Wake Up, Girls!（岡本未夕[6]）
- 日常生活中的異能戰鬥（遊佐野梵塔姬雅）

2015年
- 黑客人偶（黑客人偶1號[7]）

2016年
- HUNDRED百武裝戰記（女學生）
- Anne Happy ♪（女兒）
- TABOO TATTOO－禁忌咒紋－（女學生C、女學生、賽拉）
- 灼熱桌球娘（吉川艾）

2017年
- 不起眼女主角培育法♭（女性工作人員）
- 異世界食堂（魔術師）
- 動畫同好會（戶田茉莉）
- Wake Up, Girls! 新章（岡本未夕）

2019年
- 閃躍吧！星夢☆頻道（きなこ）
- 八月的棒球甜心（逢坂可可、向月高校社員）

2020年
- BREAKERS（對手隊伍選手[8]）
- D4DJ First Mix（犬寄忍）

2021年
- D4DJ Petit Mix（犬寄忍）
- 一杆青空（短篇動畫）（美波）

2022年
- Healer Girl 歌癒少女（穗之坂忍）
- 神渣☆偶像

2023年
- 帶著智慧型手機闖蕩異世界。2（露西亞·蕾雅·雷古路斯[9]）
- D4DJ All Mix（犬寄忍）

2025年
- 一杆青空（青羽美波[10]）

### 劇場版動畫
2014年
- Wake Up, Girls! 七位偶像（岡本未夕[6]）

2015年
- Wake Up, Girls! 續・劇場版（岡本未夕[11]）

### 網路動畫
2014年
- Wake Up, Girls ZOO!（未夕）

### 遊戲
2013年
- Wake Up, Girls! 舞台天使（岡本未夕[12]）

2014年
- （黑客人偶1號）
- （黑客人偶1號）

2015年
- 萬千回憶（黑客人偶1號[13]）
- 刀劍神域 Lost Song（伶茵[14]）
- 我家公主最可愛（心菓姬 什錦蛋糕[15]）
- 奇蹟女孩歌舞祭典（岡本未夕[16]）
- （黑客人偶1號）
- 魔物娘☆後宮（榭帕娜[17]、帕斯特爾[18]）

2016年
- 發射吧！少女！（黑客人偶1號[19]）
- WORLD CROSS SAGA -時間少女與鏡之扉-（啾太、菲雅娜[20]）

2017年
- 加速世界VS刀劍神域 千年的黃昏（伶茵）
- 白貓Project（明明[21]）
- 政劍Manifestia（尾崎由乃、四三式山尾佐伊[22]）
- SOUL REVERSE ZERO（塔利埃辛）
- 八月的棒球甜心（逢坂可可[23]）
- 魔物娘☆後宮（黑客人偶1號、黑客人偶1號Ver.HH）
- 啦啦魔法（卯月幸[24]）
- 馭時之輪（烏魯）
- 問答RPG 魔法使與黑貓維茲（拉利&達利）
- 發射吧！少女！（艾利歐[25]）
- 再見吧武器（亞爾[26]）
- V!勇者實在太囂張R（僧侶[27]）
- 碧藍幻想（ミリン）

2018年
- 刀劍神域 奪命凶彈（伶茵）
- Wake Up, Girls! 新星的天使（岡本未夕）
- 闇影詩章（安息的從者[28]）

2019年
- 鳥籠廢鐵進行曲（みゅー[29]）
- MISTOVER（帕拉汀）
- 彈射世界（夏蓉、蕾貝卡[30]）

2020年
- D4DJ Groovy Mix（犬寄忍[31]）

2025年
- 無期迷途（縈縈[32]）

### 外語配音
2015年
- 驚叫少女（緹娜〈Angela Trimbur〉）
- 變異世界（妮可〈安柏·馬歇爾〉）

### 舞台
- SOLID STAR製作Vol.5 「不要輸了漫研！」(2015年10月30日，新宿村LIVE）[33]
- 舞台 Wake Up, Girls! 青葉的記錄（2017年1月19日－22日，AiiA Theater Tokyo） - 飾演 岡本未夕[34]
- 舞台 Wake Up, Girls! 青葉的軌跡（2018年6月6日－10日，草月會館） - 飾演 岡本未夕[35]
- 歌劇「發射吧！少女！」(2020年2月12日－17日，新宿村LIVE）- 飾演 艾利歐[36]

### 音樂CD
| 發售日   | 名稱                                           | 演唱名義                                                                              | 歌曲名稱                                          | 商業搭配                                 |
| 2014年   | 2014年                                         | 2014年                                                                                | 2014年                                            | 2014年                                   |
| -------- | ---------------------------------------------- | ------------------------------------------------------------------------------------- | ------------------------------------------------- | ---------------------------------------- |
| 2月26日  |                                                | 岡本未夕（高木美佑）                                                                  | 「 岡本未夕 ver.」                                | 電視動畫《Wake Up, Girls!》插入曲        |
| 9月3日   | Wake Up, Girls!character song series 岡本未夕  | 岡本未夕（高木美佑）                                                                  | 「WOO YEAH!」 「 miyu ver.」                      | 電視動畫《Wake Up, Girls!》角色歌        |
| 2015年   |                                                |                                                                                       |                                                   |                                          |
| 11月25日 | Touch Tap Baby                                 | 黑客人偶［黑客人偶1號（高木美佑）、黑客人偶2號（奧野香耶）、黑客人偶3號（山下七海）］ | 「Touch Tap Baby」 「first heart beat」           | 電視動畫《黑客人偶》片頭曲               |
| 11月25日 | Happy Days Refrain                             | 黑客人偶［黑客人偶1號（高木美佑）、黑客人偶2號（奧野香耶）、黑客人偶3號（山下七海）］ | 「Happy Days Refrain」 「キャベツ検定」           | 電視動畫《黑客人偶》片尾曲               |
| 2016年   |                                                |                                                                                       |                                                   |                                          |
| 1月27日  | 黑客人偶 黑客歌曲1號                           | 黑客人偶1號（高木美佑）                                                               | 「Progress Push Doll」                            | 電視動畫《黑客人偶》角色歌               |
| 3月25日  | Wake Up, Best! 2                               | 木高佑美（高木美佑）                                                                  | 「Regain Brave」                                  | 劇場版動畫《Wake Up, Girls! 青春之影》   |
| 9月28日  | Wake Up, Girls!Character song series2 岡本未夕 | 岡本未夕（高木美佑）                                                                  | 「It's amazing show time☆」 「HIGAWARI PRINCESS」 | 電視動畫《Wake Up, Girls!》相關歌曲      |
| 2017年   |                                                |                                                                                       |                                                   |                                          |
| 12月20日 | Wake Up, Girls!Character song series3 岡本未夕 | 岡本未夕（高木美佑）                                                                  | 「」 「Non stop diamond hope〜Miyu ver.〜」       | 電視動畫《Wake Up, Girls! 新章》相關歌曲 |
| 2020年   |                                                |                                                                                       |                                                   |                                          |
| 1月29日  | Dig Delight! Aver.                             | Peaky P-key                                                                           | 「」                                              | 《D4DJ》相關歌曲                         |
| 4月22日  | Direct Drive!                                  | Peaky P-key                                                                           | 「Let's do the 'Big-Bang!'」                      | 《D4DJ》相關歌曲                         |
| 6月24日  | Cosmic CoaSTAR                                 | Peaky P-key                                                                           | 「Gonna be right」                                | 《D4DJ》相關歌曲                         |

### 雜誌
- 聲優PARADISE R（2014年12月號、2014年11月10日發售）

### 舞台
- Eschachron（朗读剧，2016年7月10日）

### 其他
- 夏色花梨 ——声音合成软件Synthesizer V、CeVIO声库的声源

## 外部連結
- 事務所公開簡歷 （页面存档备份，存于）（日語）
- GREEN LEAVES公開簡歷 （页面存档备份，存于）（日語）
- Wake Up, Girls！ 官方BLOG （页面存档备份，存于）（日語）
- 个人Twitter账号 （页面存档备份，存于）